# Атанасиадис, Георгиос (борец)
Георгиос (Йоргиос) Атанасиадис (греч. Γεώργιος (Γιώργος) Αθανασιάδης; 5 июня 1962) — греческий борец вольного стиля, призёр чемпионатов мира и Европы, участник Олимпийских игр.

## Спортивная карьера
В мае 1987 года в финале чемпионата Европы в болгарском Велико-Тырново уступил в финале Арсену Фадзаеву из СССР. В августе 1987 года в финале чемпионата мира во французском Клермон-Ферране не вышел на схватку против Арсена Фадзаева, взвесив свои шансы, решив себя поберечь. В сентябре 1990 года в финале чемпионата мира в Токио также уступил Арсену Фадзаеву. В июле 1992 года на Олимпиаде в Барселоне в первом раунде одолел Го Ён Хо из Южной Кореи, вторая схватка завершилась вничью 0-0 против немца Георга Швабенланда, в третьем раунде уступил иранцу Али Акбарнежаду и закончил соревнования не выйдя в плей-офф.

## Спортивные результаты
- Чемпионат Европы по борьбе 1982 — 6;
- Чемпионат мира по борьбе 1983 — 15;
- Чемпионат Европы по борьбе 1984 — 7;
- Чемпионат Европы по борьбе 1986 — 5;
- Чемпионат Европы по борьбе 1987 — ;
- Чемпионат мира по борьбе 1987 — ;
- Чемпионат Европы по борьбе 1988 — 4;
- Чемпионат Европы по борьбе 1989 — 8;
- Чемпионат Европы по борьбе 1990 — 4;
- Чемпионат мира по борьбе 1990 — ;
- Чемпионат Европы по борьбе 1991 — 5;
- Чемпионат мира по борьбе 1991 — 6;
- Чемпионат Европы по борьбе 1992 — 11;
- Олимпиада 1992 — 11;
- Чемпионат Европы по борьбе 1994 — 17;
- Чемпионат мира по борьбе 1994 — 11;
- Чемпионат Европы по борьбе 1995 — 8;